# Alsodes neuquensis
Alsodes neuquensis é uma espécie de anfíbio anuro da família Alsodidae. Está presente em Argentina.